# Cynanchum altiscandens
Cynanchum altiscandens är en oleanderväxtart som beskrevs av Karl Moritz Schumann. Cynanchum altiscandens ingår i släktet Cynanchum och familjen oleanderväxter. Inga underarter finns listade i Catalogue of Life.